# Serolis kempi
Serolis kempi is een pissebed uit de familie Serolidae. De wetenschappelijke naam van de soort is voor het eerst geldig gepubliceerd in 1933 door Sheppard.